# 昂科讷
昂科讷（法語：Ancône，法語發音：[ɑ̃kon]）是法国德龙省的一个市镇，属于尼永斯区。

## 地理
昂科讷（44°34'54"N, 4°43'40"E）面积1.59 平方千米，位于法国奥弗涅-罗讷-阿尔卑斯大区德龙省，该省份为法国东南部内陆省份，北起顺时针与伊泽尔省、上阿尔卑斯省、上普罗旺斯阿尔卑斯省、沃克吕兹省和阿尔代什省接壤。
与昂科讷接壤的市镇（或旧市镇、城区）包括：罗什莫尔、蒙特利馬爾。

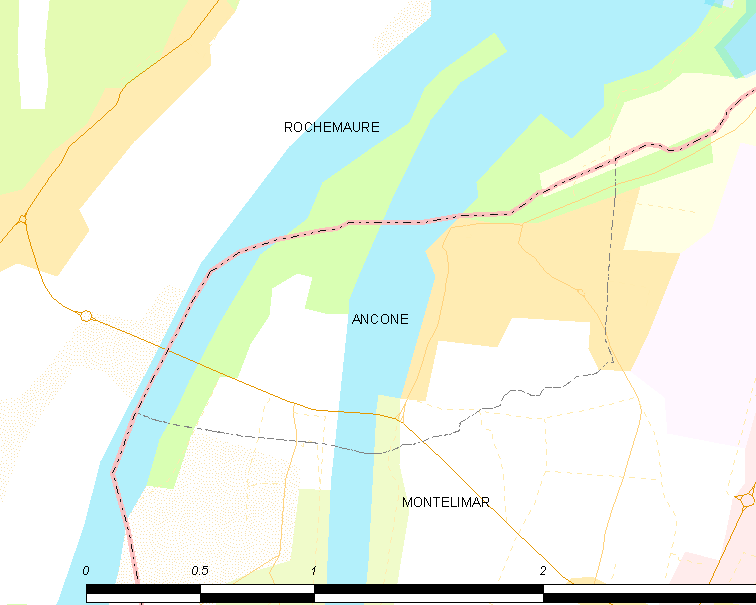
昂科讷的OSM定位图

昂科讷的时区为UTC+01:00、UTC+02:00（夏令时）。

## 行政
昂科讷的邮政编码为26200，INSEE市镇编码为26008。

## 政治
昂科讷所属的省级选区为蒙特利马尔第一县。

## 人口

1962-2008年间昂科讷人口变化图示

昂科讷于2022年1月1日时的人口数量为1353人。